# 사랑합니다 (엠씨 더 맥스의 음반)
《사랑합니다》는 엠씨 더 맥스의 디지털 싱글 음반이다. 

## 수록곡
1. 사랑합니다 (Feat. 부활) (김태원 작사·곡)
2. 사랑합니다 (Inst.)